# Longcochon
Longcochon là một xã trong vùng hành chính Franche-Comté, thuộc tỉnh Jura, quận Lons-le-Saunier, tổng Nozeroy. Tọa độ địa lý của xã là 46° 46' vĩ độ bắc, 06° 04' kinh độ đông. Longcochon nằm trên độ cao trung bình là 861 mét trên mực nước biển, có điểm thấp nhất là 758 mét và điểm cao nhất là 886 mét. Xã có diện tích 3.64 km², dân số vào thời điểm 2005 là 42 người; mật độ dân số là 12 người/km².

## Thông tin nhân khẩu
| 1962 | 1968 | 1975 | 1982 | 1990 | 1999 | 2005 |
| ---- | ---- | ---- | ---- | ---- | ---- | ---- |
| 44   | 54   | 42   | 40   | 49   | 51   | 42   |

## Địa điểm tham quan
Nhà thờ của Longcochon được xây dựng trong thế kỉ thứ 17 và cải tạo trong thế kỉ thứ 18 và thế kỉ thứ 19.